# Comarca do Sar
A Comarca do Sar é uma comarca galega que inclui os seguintes três concelhos: Dodro, Padrão e Róis.
Limita a Norte e a Leste com Santiago; a Sul com as de Caldas e Tabeirós - Terra de Montes e, a Oeste, com as de Noia e Barbança.